# Kelly Overett
Kelly Overett (ur. 19 marca 1972 w Ipswich) – brytyjska tancerka i wokalistka
Podobnie jak Rodney Bishop, Kelly stała się wizytówką zespołu Cappella. Przed dojściem do zespołu, miała już za sobą taniec w grupie SL2. W Cappelli pozostała przez 3 lata (1993-1995), potem zdecydowała się na karierę solo. Pod pseudonimem Kelly O, zadebiutowała singlem „Follow Your Heart” latem 1995 roku. Utwór nie osiągnął dużego sukcesu i usłyszeli go wyłącznie Brytyjczycy.

## Dyskografia

### Single
| Rok  | Tytuł             |
| ---- | ----------------- |
| 1995 | Follow Your Heart |

### Pojawia się

#### Albumy
| Rok  | Tytuł        | Zespół   |
| ---- | ------------ | -------- |
| 1994 | U Got 2 Know | Cappella |

#### Single
| Rok  | Tytuł                 | Zespół   |
| ---- | --------------------- | -------- |
| 1993 | U Got 2 Know          | Cappella |
| 1993 | U Got 2 Let The Music | Cappella |
| 1994 | Move On Baby          | Cappella |
| 1994 | U & Me                | Cappella |
| 1994 | Move It Up            | Cappella |